# Чжежун
27°14′18″ пн. ш. 119°53′37″ сх. д. / 27.23833° пн. ш. 119.89365° сх. д.
Чжежун (кит. 柘荣县, пін. Zhèróng Xiàn) — один із повітів КНР у складі префектури Нінде, провінція Фуцзянь. Адміністративний центр — містечко Шуанчен.

## Географія
Чжежун лежить на північ від гір Таймушань.

### Клімат
Повіт знаходиться у зоні, котра характеризується вологим субтропічним кліматом. Найтепліший місяць — липень із середньою температурою 25,5 °C. Найхолодніший місяць — січень, із середньою температурою 6,3 °С.
| Клімат повіту Чжежун                               | Клімат повіту Чжежун | Клімат повіту Чжежун | Клімат повіту Чжежун | Клімат повіту Чжежун | Клімат повіту Чжежун | Клімат повіту Чжежун | Клімат повіту Чжежун | Клімат повіту Чжежун | Клімат повіту Чжежун | Клімат повіту Чжежун | Клімат повіту Чжежун | Клімат повіту Чжежун | Клімат повіту Чжежун |
| Показник                                           | Січ.                 | Лют.                 | Бер.                 | Квіт.                | Трав.                | Черв.                | Лип.                 | Серп.                | Вер.                 | Жовт.                | Лист.                | Груд.                | Рік                  |
| Середній максимум, °C                              | 11,5                 | 13                   | 16,2                 | 21,2                 | 24,7                 | 27,4                 | 30,5                 | 29,8                 | 26,6                 | 22,3                 | 18                   | 13,5                 | 21,2                 |
| Середня температура, °C                            | 6,3                  | 7,6                  | 10,8                 | 15,7                 | 19,6                 | 23                   | 25,5                 | 24,8                 | 21,9                 | 17,5                 | 13,2                 | 8,2                  | 16,2                 |
| Середній мінімум, °C                               | 2,9                  | 4,1                  | 6,9                  | 11,5                 | 15,8                 | 19,8                 | 21,8                 | 21,3                 | 18,6                 | 13,9                 | 9,6                  | 4,6                  | 12,6                 |
| Норма опадів, мм                                   | 67.7                 | 94.4                 | 161.2                | 153.3                | 197.8                | 322.8                | 267.7                | 367.3                | 224.7                | 85                   | 71.3                 | 62.7                 | 2075.9               |
| Вологість повітря, %                               | 81                   | 82                   | 81                   | 78                   | 80                   | 83                   | 79                   | 81                   | 81                   | 77                   | 80                   | 78                   | 80                   |
| -------------------------------------------------- | -------------------- | -------------------- | -------------------- | -------------------- | -------------------- | -------------------- | -------------------- | -------------------- | -------------------- | -------------------- | -------------------- | -------------------- | -------------------- |
| Джерело: Дані метеостанції №58749 (КНР, 1991-2020) |                      |                      |                      |                      |                      |                      |                      |                      |                      |                      |                      |                      |                      |